# Joan Jacobs Brumberg
Joan Jacobs Brumberg (nacida el 29 de abril de 1944) es una historiadora social estadounidense. Investiga sobre la historia de la mujer y la historia médica.

## Carrera
Joan Jacobs Brumberg es una historiadora social que investiga y escribe en los campos de la historia de la mujer y la historia médica. Su primer aportación en la Universidad de Cornell (1979) fue en Estudios de la Mujer y Desarrollo Humano. A partir de ese momento, su investigación, docencia y escritura han sido interdisciplinarias y centradas en el género. Es profesora emérita de la Universidad de Cornell, e imparte conferencias y escribe sobre las experiencias de los adolescentes a través de la historia hasta la actualidad. En el área temática de Estudios de Género, ha escrito sobre niños y violencia, y niñas e imagen corporal.
Su libro de 1987, Fasting Girls: The Emergence of Anorexia Nervosa as A Modern Disease ganó cuatro premios disciplinarios importantes: el Premio Berkshire Book (en historia de la mujer); el Premio John Hope Franklin (en Estudios Americanos), el Premio Eileen Basker (en antropología médica) y el Premio Watson Davis (en historia de la escritura científica). Book Riot lo incluyó como uno de los 100 mejores libros de la historia de la medicina.
The Body Project: A History of American Girls (1997) se basó en diarios escritos por adolescentes desde la época anterior a la Guerra Civil hasta la década de 1980. Aunque la autora admiraba ciertas protecciones victorianas para las niñas, también abogaba por un nuevo código de ética sexual para una edad postvirginal. El libro recibió un reconocimiento especial de Voice of Youth Advocates. Brumberg también ha trabajado en colaboración con la fotógrafa Lauren Greenfield en Girl Culture (2002) y Thin (2006).
A la luz de los debates contemporáneos sobre la pena de muerte para menores, escribió Kansas Charley: The Boy Murderer (2004). En la obra exploró el caso de un adolescente inmigrante asesino que fue ahorcado en Cheyenne, Wyoming, en 1898. Las investigaciones de Brumberg muestran que los niños en la adolescencia temprana no están lo suficientemente desarrollados psicológicamente como para ser responsables de sus acciones en la misma medida que un adulto. Su obra fue utilizada en argumentos contra la pena de muerte para menores.
Su primer libro, Misión de por vida: La familia Judson y la cultura evangélica estadounidense (1978) recibió una mención honorífica de la Sociedad de Historia de la Iglesia.
Brumberg fue becaria de la John Simon Guggenheim  y también recibió premios de la Fundación Rockefeller y del Fondo Nacional para las Humanidades. Fue dos veces becaria de la Colonia MacDowell. En la actualidad es miembro de la Sociedad de Historiadores Estadounidenses. Brumberg fue nombrada Stephen Weiss Presidential Fellow y Profesor, un premio otorgado por la excelencia en la enseñanza de pregrado. 